# 울릉초등학교 장흥분교
울릉초등학교 장흥분교는 대한민국 경상북도 울릉군에 있었던 초등학교이다.

## 학교 연혁
- 일자미상 : 개교
- 1996년 3월 1일 장흥초등학교 개칭
- 1999년 9월 1일 울릉초등학교 장흥분교장 개편
- 2000년 3월 1일 폐교 및 울릉초등학교 통폐합

## 참고 자료
- 울릉초등학교 장흥분교 - 한국교육학술정보원 학교알리미